# Ленински манастир
Ленинският манастир (на немски: Kloster Lehnin) е бивш цистерциански манастир в едноименното селище Клостер Ленин в Бранденбург, Германия.
Основан е през 1180 година с подкрепата на бранденбургския маркграф Ото I, погребан в манастира. През 1542 година, по време на Реформацията, манастирът е секуларизиран, а от 1911 година сградите се използват от протестантска женска общност.